# Cvijeta Job
Cvijeta Job (Beograd, 6. kolovoza 1924. – Zagreb, 18. lipnja 2013.), hrvatska likovna umjetnica. Ilustratorica je minijatura. Kći je hrvatskog slikara Ignjata Joba. Supruga je slikara Zdenka Balabanića. Njih su dvoje znatno utjecali na njen slikarski rad: u očevom je ateljeu proslikala, a suprug ju je pratio kad je stvorila svoj najvažniji opus - ilustracije za bajke Ivane Brlić-Mažuranić. Oboje su obogatile njen izražaj, ali vlastitost je njena. Slikala je u ateljeu u Splitskoj.

## Slikarska tehnika
Pripada rijetkoj skupini likovnih umjetnika koji njeguju tako osebujan i prepoznatljiv izraz, koji privlači od najranije dobi, a koji sve potpunije doživljavamo na putu odrastanja i sazrijevanja. Strpljiva je majstorica detalja, koji se podčinjavaju jedinstvu kompozicije. Pažljivi će promatrač uočiti kako s dubinskom koncentracijom i pažnjom pristupa svakoj pojedinosti, bila ona uvojak vilinske kose, ručica djeteta, ljuska zmijske kože, slavujevo pero... Ta koncentracija nikada ne popušta, a minijatura se ne iscrpljuje u detaljističkom prikazu, nego iz njega crpe svu raskoš i ispunjenje. Minijature joj krasi mašta, iskrenost, ustrajnost, spontanost. To je i kod minijatura namijenjene dječjem čitateljstvu, kod onih kojima je ilustrirala prozna djela Petra Šegedina i poeziju Živka Jeličića te kod onih koje su nastale u osobnoj inspiraciji. 
U minijaturama joj se javlja i nadrealizam.
Hrvatskoj je javnosti poznata po brojnim dječjim knjigama koje je ilustrirala: bajke Ivane Brlić-Mažuranić, Hansa Christiana Andersena, Petra P. Jeršova. 

## Životopis
Djetinjstvo je provela u Supetru na otoku Braču gdje je njen otac imao atelje i u Splitu. Upijajući očev rad, proslikala je očevim stilom. Kad joj je direktor riječke Moderne galerije u Rijeci Vižintin rekao da slika kao otac, odlučila je promijeniti rad te je napustila crtanje velikih slika u tehnici ulja na platnu te se posvetila minijaturama da bi se razlikovala od oca, a koje su ju nadahnjivale, posebice srednjovjekovne rane renesanse, ponajviše Paulo Uccello. 
Izlagala je prije nego što je pošla na Akademiju. Prvi je put izlagala 1937. godine na skupnoj izložbi mladih u Splitu. Drugi je put izlagala 1944., također u Splitu na izložbi slikara partizana, a koja se računa kao njena prva izložba. Akademiju likovnih umjetnosti je upisala u Zagrebu poslije rata. Na Akademiji su joj predavali Marijan Detoni, Krsto Hegedušić, Mujadžić, Mezdjić, Vjekoslav Parać i dr. Diplomirala je 1951. godine. Sljedeće se godine udala za hrvatskog slikara iz Novalje Zdenka Balabanića. Supružnici su prvo živjeli u Rijeci, a od 1953. u Opatiji gdje su živjeli do 1976. godine. Stanovali su u teškim imovinskim i stambenim uvjetima - u podrumu vile Serena. Dvanaest godina su živjeli tako, što se osobito osjetilo u opusu njena supruga. Ondje je pak nastao njen poznati ilustratorski opus u svezi s bajkama. Za suradnju ju je pozvao slikar i kipar Raul Goldoni koji je onda radio kao likovni urednik u izdavačkoj kući Mladost. Prihvatila je njegov poziv za oslikavanje bajki Ivane Brlić-Mažuranić.
Ilustrirala je i poštansku marku Republike Hrvatske iz 1997., na temu Šume Striborove, bajke Ivane Brlić-Mažuranić. Slika prikazuje domaće iz Priča iz davnine, ilustraciju za priču Šuma Striborova, dio ciklusa poštanskih maraka Europa - Priče i legende, autorice Nevenke Arbanas.
Poslije je izlagala u inozemstvu, u Firenzi, Bologni. Ukupno je samostalno izlagala deset puta. Na skupnim izložbama Udruženja likovnih umjetnika Hrvatske (ULUH) bila je česta sudionica, ali i na izložbama ilustracija diljem Europe.

## Nagrade i priznanja
- nagrada za ilustraciju Grigor Vitez 1967.
- diploma na međunarodnoj izložbi ilustracija u Bratislavi 1967.
- Diploma grada Rijeke za izložbu minijatura
- Zlatno pero — Beograda
- Diploma u Leipzigu 1969.
- kandidatkinja za nagradu Andersen 2001.
- HTV-ov dokumentarni film Skica za portret: Cvijeta Job[6]

## Vanjske poveznice
- Večernji.hr – Maja Car: »Cvijeta Job. U partizane je otišla kao gimnazijalka da osveti strijeljanog prijatelja« (životopis)
- Nacional.hr – Kristina Olujić: »Cvijeta Job, minijaturistica i ponosna skojevka koja se u slikama stalno vraćala NOB-u«
- Najbolje knjige.com – Tanja Tolić: »Cvijeta Job: slikarica koja je oživila Regoča i Kosjenku, Stribora i Domaće, i voljela na minijaturama skrivati vragove«